# Felix Kral
Felix Kral war ein Hersteller von Automobilen aus Österreich.

## Unternehmensgeschichte
Felix Kral gründete 1921 in Wien das Unternehmen, das seinen Namen trug, zur Produktion von Automobilen. Der Markenname lautete Kral. 1923 endete die Produktion. Trotz der Teilnahme an Autorennen wurden nicht viele Fahrzeuge verkauft.

## Fahrzeuge
Das Unternehmen stellte Kleinwagen her. Für den Antrieb sorgte ein wassergekühlter Zweizylinder-Zweitaktmotor mit 750 cm³ Hubraum. Besonderheit war das Reibradgetriebe.

## Autorennen
Kral setzte seine Fahrzeuge auch bei nationalen Autorennen ein. Genannt sind die Wettfahrt Wien–Graz–Wien vom 17. Juli 1921 in der Klasse bis 1,2 Liter Hubraum sowie die IV. Filius-Fahrt zum Gedenken an den verstorbenen Mitgründer der "Allgemeinen Automobil-Zeitung", Adolf Schmal-Filius vom 12. August 1923.